# Elle Fanning

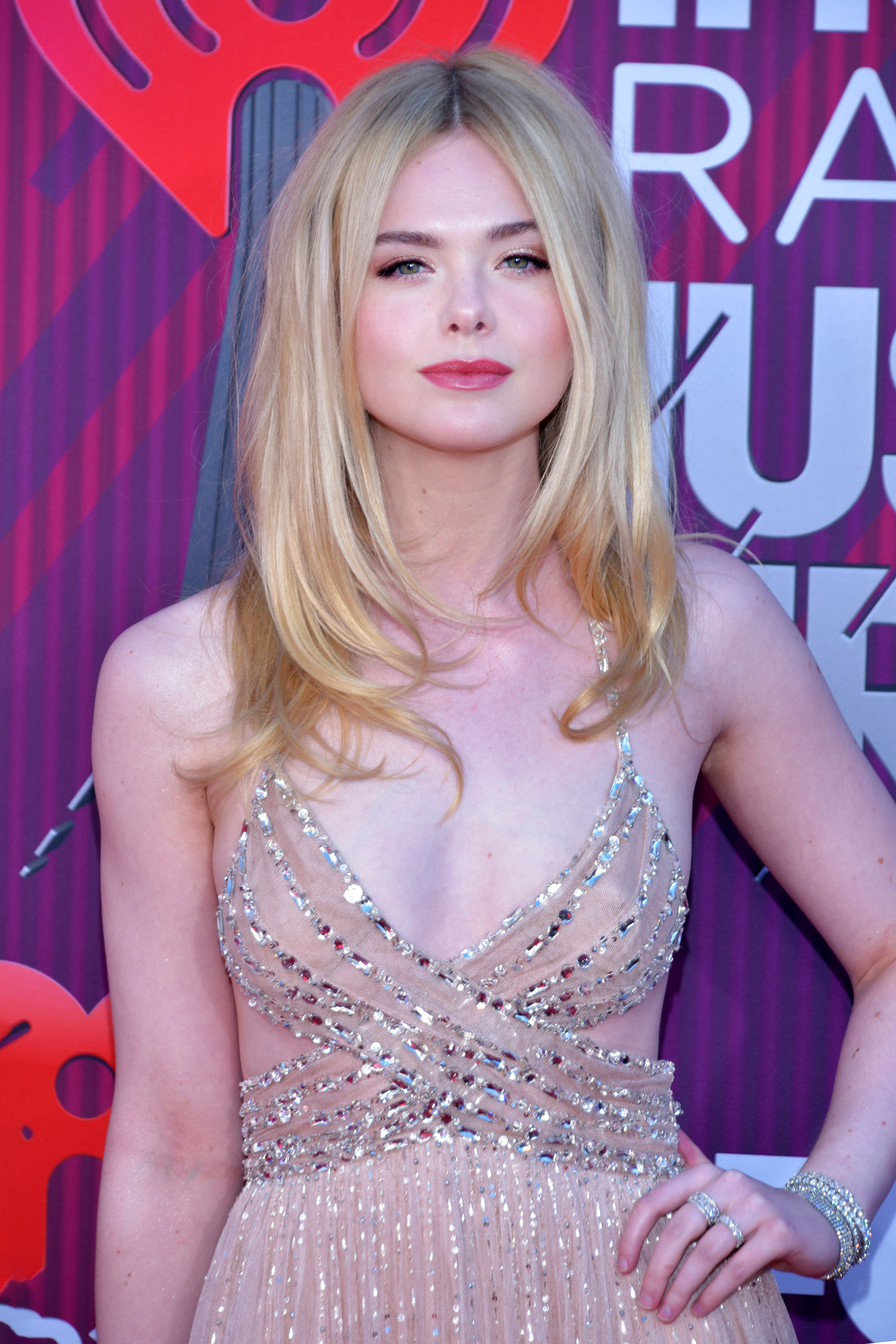
Elle Fanning (2019)

Mary Elle Fanning (ur. 9 kwietnia 1998 w Conyers) – amerykańska aktorka i modelka, która wystąpiła m.in. w filmach: Super 8, Na pokuszenie, Neon Demon i Czarownica. 
Jej starszą siostrą jest Dakota Fanning, również aktorka. Zasiadała w jury konkursu głównego na 72. MFF w Cannes (2019).

## Filmografia
- 2001 − Jestem Sam (I Am Sam) jako Lucy (2 lata)
- 2002 − Wybrańcy obcych (Taken) jako Allie Keys
- 2002 − CSI: Kryminalne zagadki Miami (CSI: Miami) jako Molly Walker (gościnnie)
- 2003 − Potyczki Amy (Judging Amy) jako Rochelle Cobbs (gościnnie)
- 2003 − Małolaty u taty (Daddy Day Care) jako Jamie
- 2004 − Drzwi w podłodze (The Door in the Floor) jako Ruth
- 2004 − CSI: Kryminalne zagadki Nowego Jorku (CSI: NY) jako Jenny Como (gościnnie)
- 2004 − Dr House (House, M.D.) jako Stella (gościnnie)
- 2005 − Once in a Lifetime jako Maggie
- 2005 − Dzięki tobie, Winn-Dixie (Because of Winn-Dixie) jako Sweetie Pie Thomas
- 2006 − I Want Someone to Eat Cheese with jako Penelope
- 2006 − Déjà Vu jako Abbey
- 2006 − Zagubiony pokój jako Anna Miller
- 2006 − Babel jako Debbie
- 2007 − Droga do przebaczenia (Reservation Road) jako Emma Learner
- 2007 − Day 73 with Sarah jako Sarah (krótkometr.)
- 2007 − Dziewiątki jako Noelle
- 2008 − Dziadek do orzechów i król szczurów jako Mary
- 2008 − W krainie czarów jako Phoebe
- 2008 − Ciekawy przypadek Benjamina Buttona jako Daisy (lat 7)
- 2009 − Vivaldi jako Cristina
- 2010 − Somewhere. Między miejscami jako Cleo Marco
- 2011 – Twixt jako V
- 2011 – Super 8 jako Alice Dainard
- 2012 – Ginger and Rosa jako Ginger
- 2012 – Kupiliśmy zoo jako Lily Miska
- 2014 – Czarownica jako księżniczka Aurora
- 2014 – Pudłaki jako Winnie Portley-Rind (głos)
- 2014 – Upadek legendy jako Amy-Jo Albany
- 2014 – Ostatnie pokolenie jako  Mary Holm
- 2015 - Trumbo jako Nikola Trumbo
- 2015 - Trzy pokolenia jako Ray
- 2016 - Neon Demon jako Jessie
- 2016 - Kobiety i XX wiek jako Julie Hamlin
- 2016 - Nocne życie jako Loretta Figgis
- 2017 - Jak rozmawiać z dziewczynami na prywatkach jako Zan
- 2017 - Mary Shelley jako Mary Shelley
- 2017 - Zniknięcie Sidneya Halla jako Melody
- 2017 - Na pokuszenie jako Alicia
- 2018 - Moja gwiazda: Teen Spirit jako Violet
- 2018 - I Think We're Alone Now jako Grace
- 2018 - Galveston jako Rocky
- 2019 - W deszczowy dzień w Nowym Jorku jako Ashleigh Enright
- 2019 - Czarownica 2 jako Aurora
- 2020 - Wszystkie jasne miejsca jako Violet Markley
- 2020 - Niewybrane drogi jako Molly
- 2020-2023 - Wielka jako Katarzyna (serial)
- 2020 - Dziewczyna z Plainville jako Michelle Carter (miniserial)
- 2024 - Kompletnie nieznany jako Sylvie Russo
- 2025 - Affeksjonsverdi jako Rachel Kemp
- 2026 - Igrzyska śmierci: Wschód słońca w dniu dożynek jako młoda Ellie Trinket